# Ljubica Sokić
Ljubica Cuca Sokić cyr. Љубица Цуца Сокић (ur. 9 grudnia 1914 w Monastirze, zm. 8 stycznia 2009 w Belgradzie) – malarka serbska.

## Życiorys
Była córką Manojlo Sokicia i Ružy z d. Kuzmanović. Ukończyła gimnazjum w Belgradzie i tam pobierała pierwsze lekcje rysunku. Malarstwa uczyła się w szkole artystycznej w Belgradzie pod kierunkiem Bety Vukanović, Ljuby Ivanović i Ivana Radovicia. W latach 1936–1939 kształciła się w Paryżu, gdzie uległa fascynacji modernizmem. W roku 1939 wystawiała swoje prace w Galerie de Paris. Po powrocie do Belgradu w 1939 zaprezentowała swoje prace na wystawie w stołecznym Pawilionie Cvijety Zuzorić.
W 1940 należała do grona założycieli grupy artystycznej Desetorica, która skupiła malarzy serbskich studiujących w Paryżu (Bogdan Šuput, Jurica Ribar, Peda Milosavljević, Danica Antić). Malowała głównie portrety i pejzaże, z czasem koncentrując się na przedstawianiu prostych form geometrycznych i abstrakcji. W swojej twórczości wykorzystywała także techniki kolażu. Większość prac powstało w atelier na belgradzkim Kolaracu, które Sokić odziedziczyła po Zore Petrović. Oprócz malowania obrazów zajmowała się także ilustrowaniem książek dla dzieci. W latach 1948–1972 pracowała na stanowisku profesora w Akademii Sztuk w Belgradzie. W 1968 wybrana członkiem korespondentem Serbskiej Akademii Nauk i Sztuk, a w 1978 uzyskała pełne członkostwo.
W 1960 została nagrodzona na I Oktobarskim Salonie w 1960 w Belgradzie, w 1993 otrzymała Nagrodę Vuka, a w 1996 nagrodę Fundacji Vladislava Ribnikara.
Zmarła w styczniu 2009, a 13 stycznia 2009 została pochowana na Nowym Cmentarzu (Novo Groblje) w Belgradzie.